# Jakub Charvát
Jakub Charvát (* 1985) je český politolog, publicista a vysokoškolský pedagog.

## Studium a kariéra
V letech 2000 až 2004 absolvoval Gymnázium Voděradská v Praze. Po maturitní zkoušce nastoupil v roce 2005 na studium politologie a mezinárodních vztahů, které úspěšně ukončil v roce 2008 a získal tak bakalářský titul. V letech 2008 až 2010 absolvoval poté navazující magisterské studium oboru politické teorie a soudobé dějiny. V roce 2010 tak získal i magisterský titul. V letech 2010 až 2013 absolvoval na téže fakultě také doktorské studium politologie a v roce 2013 tak získal také titul Ph.D. Již v roce 2010 přitom začal přednášet na Katedře politologie a humanitních studií Metropolitní univerzity Praha. V roce 2018 se pak stal odborným asistentem na Katedře politologie a filosofie Filozofické fakulty Univerzity Jana Evangelisty Purkyně v Ústí nad Labem (od roku 2021 pak jen Katedra politologie). V letech 2013 až 2016 byl Charvát zároveň externím přednášejícím na Ústavu politologie Filozofické fakulty Univerzity Karlovy a v roce 2017 začal působit také jako externí přednášející na Katedře žurnalistiky Institutu komunikačních studií a žurnalistiky Fakulty sociálních věd Univerzity Karlovy.
V roce 2015 se stal členem a vědeckým tajemníkem České politologické společnosti. V roce 2017 začal působit jako člen redakční rady Politologické revue a Právnických listů. V roce 2018 se poté stal šéfredaktorem Politologické revue. Je také členem redakční rady časopisu Central European Journal of Politics.
Odborně se specializuje na témata volební analýzy, volebních reforem, politického stranictví a stranických systémů, politickou komunikaci, komparativní politologii nebo na soudobé dějiny. Je autorem řady publikací, např. titulů Česká demokracie po roce 1989, Dobývání Hradu: česká prezidentská volba 2018 či Politika volebních reforem v ČR po roce 1989. V souvislosti se svým odborným zaměřením se opakovaně vyjadřoval v různých médiích.